# Dziecko (singel)
„Dziecko” – singel Edyty Bartosiewicz z płyty Dziecko.

## Lista utworów
Opracowano na podstawie materiału źródłowego.
1. „Dziecko” (muz., sł. E. Bartosiewicz) 4:53